# Wola Gręboszowska
Wola Gręboszowska – wieś w Polsce położona w województwie małopolskim, w powiecie dąbrowskim, w gminie Gręboszów.
| SIMC    | Nazwa      | Rodzaj    |
| ------- | ---------- | --------- |
| 0820269 | Buchta     | część wsi |
| 0820275 | Mała Wola  | część wsi |
| 0820281 | Zaogrodzie | część wsi |

W latach 1975–1998 miejscowość administracyjnie należała do województwa tarnowskiego.
W 1920 w Woli Gręboszowskiej urodził się Zdzisław Baszak, generał brygady Wojska Polskiego.